# Vladimir Bourtzeff
Pour les articles homonymes, voir Bourtsev.
Vladimir Bourtzeff (en russe : Владимир Львович Бурцев, Vladimir Lvovitch Bourtsev ; né le 17 novembre 1862 à Oufa et mort le 3 septembre 1942 à Paris 4e) est un militant révolutionnaire, chercheur, éditeur et rédacteur en chef de plusieurs périodiques en langues russes. Il est devenu célèbre en découvrant un grand nombre d'agents provocateurs, notamment Yevno Azev en 1908. En raison de ses activités révolutionnaires et de sa critique sévère du régime impérial, y compris la critique personnelle de l'empereur Nicolas II, il a été emprisonné à plusieurs reprises dans différents pays européens. Au cours de sa vie, Bourtzeff a combattu les politiques oppressives du tsarisme en Russie impériale, suivie par les bolcheviks et plus tard, le national-socialisme d'Adolf Hitler.

## Jeunesse (1862-1886)
Bourtzeff est né à Oufa, en Bachkirie, où son père était capitaine dans la garnison de la forteresse. Il a passé son enfance dans la famille de son oncle, un riche marchand de Birsk, dans le gouvernement d'Oufa. Il poursuit ses études secondaires au lycée impérial de Kazan.
Après être entré à la faculté de physique et de mathématiques de l'université impériale de Saint-Pétersbourg, il éprouva de la sympathie et entra en relation avec le parti socialiste révolutionnaire, se réclamant de Narodnaïa Volia. Bourtzeff, était camarade de classe d'Abraham Heckkelman. Il voulait lui faire rejoindre sa cellule secrète. Heckkelman avait été officiellement admis comme agent de l'Okhrana. Il a réussi à échapper à la suspicion. Quand il a été mentionné comme traître, Bourtzeff, dans la cellule duquel il a travaillé, a refusé de le croire. Heckkelman était son meilleur ami et avait un idéal révolutionnaire. Il l'a défendu dans les réunions secrètes, il a dit aux camarades comment ils avaient commencé leur carrière révolutionnaires ensemble. Bourtzeff a refusé de croire une accusation encore plus nette contre Heckkelman. En 1882, les révolutionnaires ont pris le capitaine Sergueï Degaïev qui avait travaillé parmi eux comme un agent secret pour l'Okhrana. Degaïev a déclaré dans sa confession que Heckkelman était aussi un informateur de l'Okhrana. Personne n'a cru, à l'époque, en cette confession et a continué à lui faire confiance, et les plus révolutionnaires ont été arrêtés cette année, y compris Bourtzeff, quand il a ramené de Roumanie une équipe équipée de bombes. Les carrières de Heckkelman et Bourtzeff se sont souvent croisées, mais sur des côtés opposés comme principaux protagonistes de la grande bataille entre l'Okhrana et le contre-espionnage révolutionnaire. en 1882, il a été expulsé pour avoir participé à des émeutes étudiantes. Il est entré ensuite à l'Université de Kazan. En 1885, arrêté pour avoir organisé une imprimerie clandestine, il est condamné sans jugement à quatre années de déportation, il a été emprisonné pendant deux ans, dont environ un an dans la Forteresse Pierre-et-Paul et en 1886 en exil à Irkoutsk dans l'est de la Sibérie. Puis il s'est échappé et a fui vers la Suisse.

## Exil et publications (1888-1914)
En 1888, Bourtzeff a réussi à échapper à l'exil et à émigrer à Genève. En 1889, il fonde, en collaboration avec Mykhaïlo Drahomanov et V. K. Debogoriem-Mokrievich (ru), le journal "Свободная Россия" ("La Russie libre"), sous la direction de Sergei Kravchinsky, qui a cessé de paraître après le troisième numéro.
En 1890, Bourtzeff est en contact, à Genève, puis à Paris, avec le provocateur Abraham Hekkelman alias Landesen, devenu plus tard Arkadi Mikhaïlovitch Harting, qui avait établi, avec Piotr Ratchkovski, un atelier de fabrication de bombes destinées à tuer Alexandre III. Lorsque les bombes furent prêtes, Harting dénonça à la Sûreté parisienne, le 29 mais 1890, le groupe de révolutionnaires se réclamant de Narodnaïa Volia, qu'il avait recruté. Les 27 membres de l'organisation terroriste ont comparu devant la cour de justice à Paris ; Certains d'entre eux, défendus par Millerand, ont été condamnés à trois ans de prison,,,.
Après son installation en Suisse, il dut partir vers Constantinople. En 1890, Bourtzeff, recherché par la police tsariste, est monté à bord du Ashland, à Constantinople un navire britannique, à destination de Londres. Quand le navire fut arrêté par des navires de la police turc avec des Russes à bord, le capitaine a refusé de leur remettre le fugitif et déclaré « Celui-ci est anglais et je suis un gentleman ! »,
En 1897, à Londres, il a publié un livre en deux volumes "За сто лет (1800-1896)" (Pour Cent Ans (1800-1896)), une histoire du mouvement révolutionnaire russe, avec le soutien financier du parti socialiste révolutionnaire.
En 1898, Bourtzeff est arrêté par la police britannique, pour avoir préconisé, dans le journal de Narodnaïa Volia, Narodovoliets (Народоволец), l'assassinat de Nicolas II . Bourtzeff est reconnu coupable et condamné à 18 mois de travaux forcés. À sa libération, il a continué à publier en Suisse, dont il a été expulsé en 1903, avec interdiction permanente d'y retourner en 1908.
En 1900, il fonde et publie six numéros de Былое (Le Passé), magazine historique. Dans une lettre à Serge Witte, il déclare être prêt à s'opposer à la terreur révolutionnaire, si le gouvernement renonce à la terreur et poursuit une politique de réforme cohérente.
En 1903, il vient s'installer à Paris. Après la Révolution russe de 1905, Bourtzeff retourne brièvement et illégalement en Russie et fonde la version russe du journal Былое (Le Passé). À son retour à l'Ouest en 1907, Bourtzeff commence à publier la revue Общее дело (La Cause commune) et continuer l'édition étrangère de Былое (Le Passé).
Dans les années 1908-1909, Bourtzeff acquiert une grande renommée, en découvrant de nombreux agents provocateurs tsaristes tels que Yevno Azev, Roman Malinovski, Zinaïda Joutchenko, et Arkadi Harting. Clemenceau se prononça contre la présence de la police russe à Paris. Il est devenu célèbre comme expert du contre-espionnage, connu comme « le Sherlock Holmes de la Révolution ». Il a collaboré avec le Matin et Le Journal.
Dans les années 1911-1914, il publie à Paris avec l'Imprimerie Union, le journal «Будущее» ("L'Avenir"), mais sans grand succès.

## Première Guerre mondiale et les bolcheviks (1914-1921)
Au début de la Première Guerre mondiale en 1914, Bourtzeff était « défensiste », ce qui était la ligne du gouvernement russe dans la guerre contre l'Allemagne, par opposition au « défaitisme » des bolcheviks. En août 1914, il est retourné en Russie, en l’annonçant dans la presse. Il a été arrêté, en tentant de franchir la frontière à Rauma (Finlande),. En janvier 1915, la cour de justice de Pétrograd l'a condamné, pour ses publications d'avant-guerre dans le journal L'Avenir, à l'exil, à Touroukhansk en Sibérie, puis à Bogutschany.
À la demande du gouvernement français, il est amnistié en 1915 par la Douma d'État. Au début Bourtzeff vivait à Tver, puis, à la suite de sa demande car il lui était nécessaire d'étudier les œuvres littéraires qui se trouvent dans les bibliothèques publiques, il a été autorisé à vivre à Pétrograd, où il a déménagé et s'est installé à l'hôtel Balabinskoy sur la place Znamenskaïa.
Après la Révolution de Février, Bourtzeff a été occupé par le démantèlement du réseau de survivants de l'Okhrana. Il a commencé à publier la revue "Le Passé", subventionnée par le gouvernement provisoire.
Après les événements de Juillet, Bourtzeff s'est vigoureusement opposé aux bolcheviks. Il a accusé Lénine et ses camarades d'être des agents de l'Allemagne, dans l'article Soit nous ou les Allemands et ceux qui sont avec eux dans "Свободная Россия" (La Russie libre) du 7 juillet 1917, il a énuméré les principaux ennemis de la Russie :
- Les Bolcheviks, dont la démagogie met leurs propres objectifs au-dessus des intérêts de la Russie
- Les forces réactionnaires
- Les agents et espions allemands. Les bolcheviks sont, et ont toujours été, les agents de Guillaume II.

Bourtzeff a établi la liste des 12 plus nocifs dirigeants : Lénine, Trotski, Kamenev, Zinoviev, Kollontaï, Steklov (en), Riazanov, Kozlowski (pl), Lounatcharski, Rochal (ru), Rakovski, et même Gorki (ce qui a provoqué une forte réaction négative de la part de l'écrivain dans son journal "Новая Жизнь" (Nouvelle Vie)). Bourtzeff a écrit dans un article « Ne pas protéger Gorki ! », et de nouveau accuse l'auteur de favoriser les bolcheviks.
Bourtzeff a également lié les bolcheviks avec des agents allemands, d'abord en publiant dans le journal La Cause commune, une liste de 195 émigrants qui sont retournés en Russie via l'Allemagne.  Le journal La Cause commune a été interdit par le gouvernement provisoire, pour la publication de documents classifiés sur l'Affaire Kornilov et de fausses informations sur l'intention de Kerenski de conclure une paix séparée avec l'Allemagne.
Dans la une du journal La Cause commune du 25 octobre 1917, Bourtzeff était le seul à tenir un discours anti-bolchevik dans la presse. Il a critiqué les bolcheviks et publié un appel : " Citoyens, sauver la Russie !". Le jour de la révolution d'Octobre, dans la nuit du 26, il a été arrêté sur les ordres de Léon Trotski, ce qui a conduit certains historiens à le compter comme le premier prisonnier politique en URSS. Il a été incarcéré dans le bastion Troubetskoï. En prison il a demandé qu'on le mette dans une cellule à côté de la cellule de Stepan Petrovitch Beletsky (ru).
En dépit de leurs différences politiques et litiges publics dans la presse, Maxime Gorki a plaidé pour la libération de Bourtzeff et en février 1918, il a été libéré et a quitté la Russie soviétique. Bourtzeff a passé le reste de sa vie comme un émigré, d'abord en Finlande, puis en Suède et plus tard en France. Pendant la guerre civile russe, il a soutenu le Mouvement blanc de l'amiral Koltchak et du général Anton Dénikine. Ses nombreuses tentatives pour mettre toutes les forces anti-bolcheviques ensemble sous une même idéologie ont échoué.

## Plus tard et sa mort (1921-1942)
En 1918, il a été libéré par ordre de Isaac Steinberg, commissaire du peuple pour la Justice de Lénine, dans le gouvernement bolchevique, alors en coalition avec l'aile gauche du parti socialiste. Il a émigré d'abord en Finlande, puis en France, où il a repris dans l'édition parisienne du journal « Cause commune » (1918-1922, 1928-1931 1933-1934), les auteurs Leonid Andreïev, Ivan Bounine, Tolstoï.
En 1919-1920, il a rencontré en Crimée et dans le Caucase du Nord, Anton Dénikine et Piotr Nikolaïevitch Wrangel, avec lesquels il a correspondu.
En 1920, Il a témoigné auprès de Sokolov dans l’enquête sur l'assassinat du tsar et de sa famille. En particulier, il a témoigné :
« Je vous déclare, que le coup d'État du 25 octobre 1917, qui a renversé le pouvoir du gouvernement provisoire et a établi le pouvoir des Soviets, a été très certainement commis par les Allemands, par leurs agents, leur argent et leurs instructions. Les Allemands ont leur propre position sur cette question qui est très claire. Ils n'avaient pas peur du "bolchevisme russe" en raison de leur haut niveau de culture générale, les Allemands ont eu recours en 1917 à cette méthode comme une méthode pour l'effondrement de la Russie, l'amenant dans les rangs des prises avec leurs ennemis. Ce fut leur tâche immédiate. Il avait, bien sûr, en même temps d'autres objectifs, mais à plus long terme: Tout d' abord, la saisie du territoire de la Russie, riche en ressources matérielles et naturelles, pour être en mesure de continuer la lutte avec l'Occident. »
— Transcription de l'interrogatoire de Burtsev 11 août 1920 à Paris en tant que témoin.
En 1921, Bourtzeff a fondé, avec le Comte Vladimir Kokovtsov, et est devenu vice-président du Comité national russe. Il dirige La Confrérie de la Vérité Russe qui avait des bureaux à Paris.
En 1930, Bourtzeff a lutté contre le fascisme et l'antisémitisme. En 1933, il a tenté de reprendre la production de la revue "Le Passé", mais n'a pas pu le faire en raison du manque de fonds. En 1934, Il a publié une biographie d'Alexandre Pouchkine.
En 1934-1935, il a été témoin au procès de Berne, exposant le rôle de l'Okhrana dans la création de la tristement célèbre fraude Les Protocoles des Sages de Sion. En 1938 à Paris, il a publié un livre Les Protocoles des Sages de Sion : une Forgerie éprouvée. Bourtzeff est mort dans la pauvreté d'une infection du sang, à Paris en 1942.
Il a été enterré dans le Cimetière russe de Sainte-Geneviève-des-Bois, près de Paris.